# 布里沃扎克
布里沃扎克（法語：Brivezac，法語發音：[bʁivzak]）是法国科雷兹省的一个旧市镇，属于布里夫拉盖亚尔德区。2019年，布里沃扎克并入市镇多尔多涅河畔博略。

## 地理
布里沃扎克（45°1'32"N, 1°50'26"E）面积8.24 平方千米，位于法国新阿基坦大区科雷兹省，该省份为法国中南部省份，北起上维埃纳省和克勒兹省，西接多爾多涅省，南至洛特省，东临多姆山省和康塔爾省。
与布里沃扎克接壤的市镇（或旧市镇、城区）包括：阿尔蒂亚克、下巴西尼亚克、多尔多涅河畔博略、舍纳耶-马谢、诺纳尔。
布里沃扎克的时区为UTC+01:00、UTC+02:00（夏令时）。

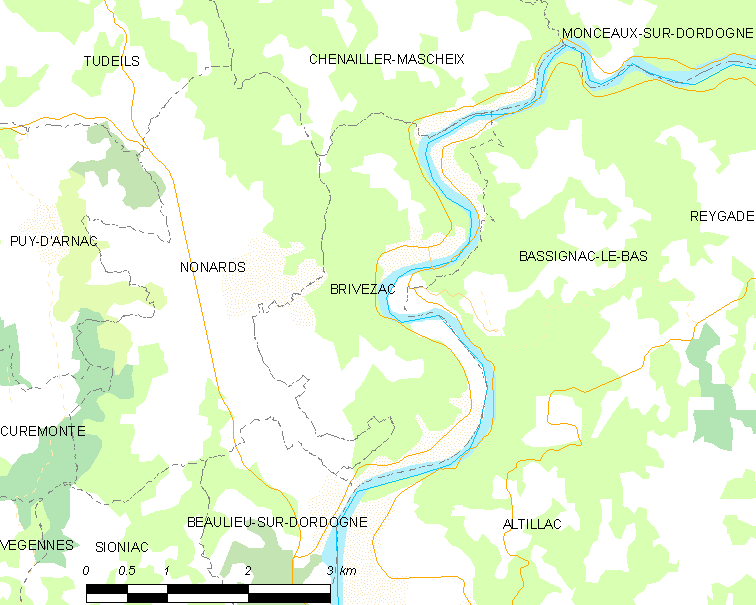
布里沃扎克的OSM定位图

## 行政
布里沃扎克的邮政编码为19120，INSEE市镇编码为19032。

## 政治
布里沃扎克所属的省级选区为科雷兹南部县。

## 人口

1962-2008年间布里沃扎克人口变化图示

布里沃扎克于2018年1月1日时的人口数量为155人。